# Nikolaikirchhof (Leipzig)
Der Nikolaikirchhof ist ein Platz in der östlichen Innenstadt von Leipzig. Auf ihm steht die Nikolaikirche. Kirche und Platz besitzen besondere Bedeutung für die Friedliche Revolution 1989.

## Lage und Bebauung
Der Nikolaikirchhof wird im Osten durch die Ritterstraße und im Westen durch die Nikolaistraße begrenzt. Deshalb besitzen auch nur Grundstücke an seiner Nord- und seiner Südseite die Adresse Nikolaikirchhof. Auf der Nordseite steht die sanierte Alte Nikolaischule mit dem Antikenmuseum der Universität Leipzig, einem Richard-Wagner-Museum über dessen Kindheit und Jugend und mit dem „Gasthaus Alte Nikolaischule“, sommers mit Freisitz. Der zweite Bau auf der Nordseite ist das 1886/1887 nach Plänen von Hugo Licht erbaute Predigerhaus.

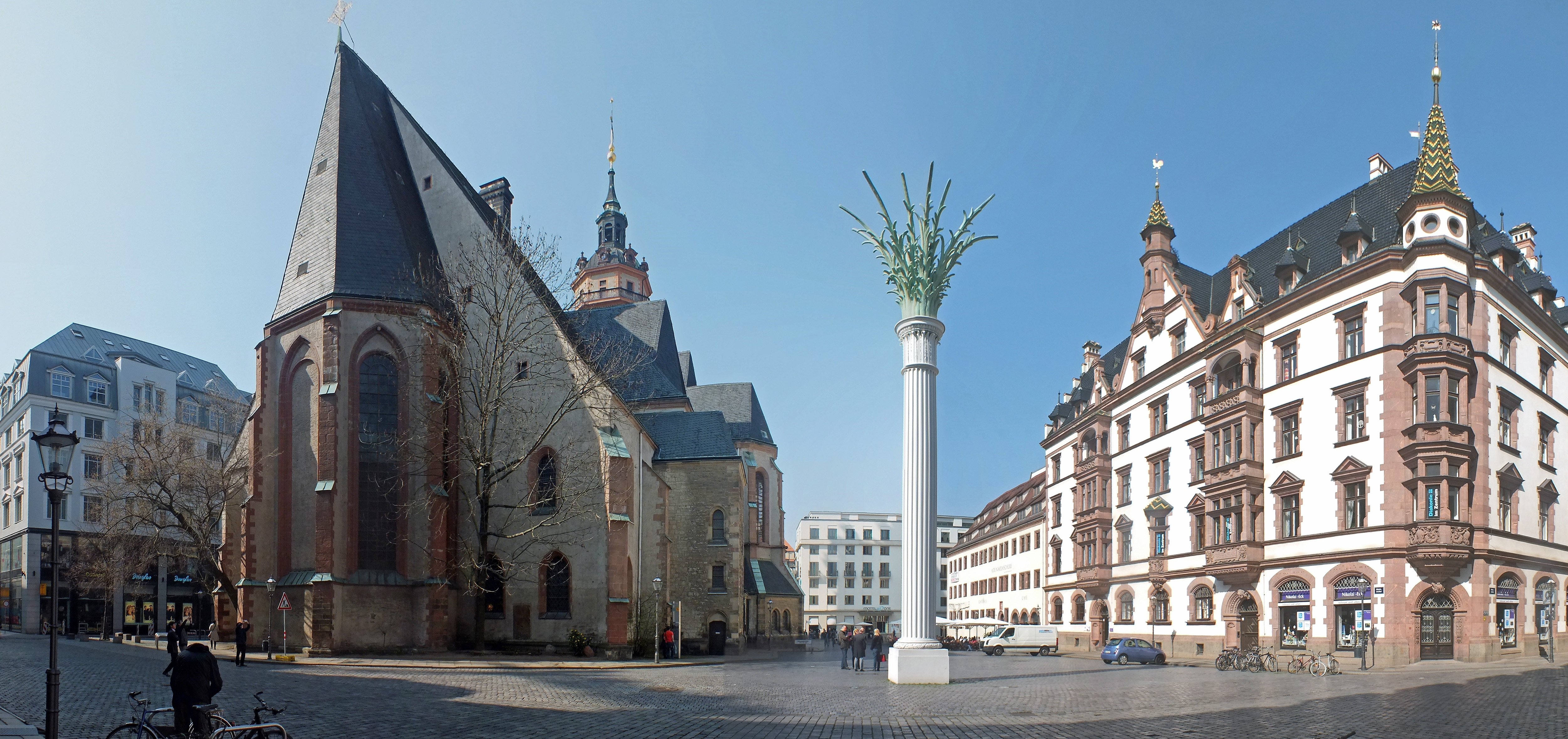
Panorama des Nikolaikirchhofs von Osten (2014)

Von dem insgesamt etwa 70 mal 70 Meter großen Platz werden circa 40 % von der Nikolaikirche eingenommen. Die Nikolaikirche steht auf der Südhälfte des Platzes, sodass sich eine Platzsituation nur an ihrer Nordseite ergibt, südlich bleibt nur etwa Straßenbreite. Von den südlich angrenzenden Geschäftshäusern zählt nur eines zum Nikolaikirchhof. Die übrigen sind von der Grimmaischen Straße her durchgehende Grundstücke.
Blickbegrenzend für den Nikolaikirchhof sind nach Osten an der Ritterstraße das Gästehaus der Universität an der Stelle der ehemaligen Buchhändlerbörse und das Geschwister-Scholl-Haus sowie nach Westen an der Nikolaistraße Specks Hof und das Motel One.

## Geschichte
Bis zu dem im zwölften Jahrhundert begonnenen Kirchenbau dürfte auch die Geschichte des Platzes an der Kirche zurückreichen. Der Stadtbrief von 1165 / 1216 bezog sich auf die Leipziger Rechtsstadt östlich der Reichsstraße. Mit der Nikolaikirche als Zentrum bildete sie im frühen Leipzig einen weiteren Siedlungsschwerpunkt, der etwas weiter im Südosten lag als die "Urbs Lipzi". Der heilige Nikolaus war der Schutzherr der Kaufleute, die hier siedelten. In der Vierteilung des Stadtgebiets innerhalb der 1270 errichteten Stadtmauer entspricht das Nikolaiviertel in etwa dem Grimmaischen Viertel.
Was den Nikolaikirchhof betrifft, ist der Bau der Nikolaischule 1512 nach Abriss eines Vorgängerhauses belegt. 1573 wurde am Westende des Platzes ein Renaissancebrunnen geschaffen, der 1657 durch einen neuen Brunnen ersetzt wurde. Auf Bildern aus dem 19. Jahrhundert ist dieser nicht mehr vorhanden.
Bis zum Ende des 19. Jahrhunderts war die Nordseite des Platzes mindestens über 200 Jahre mit einer Front dreistöckiger Häuser bebaut. Einem Wohn- und Geschäftshaus an der westlichen Ecke folgte die Nikolaischule, die erst bei der letzten Renovierung mit dem Eckhaus zusammengefasst wurde, was noch an der Fensterstruktur zu erkennen ist. Dann folgten die durch das Predigerhaus ersetzten Priesterhäuser.

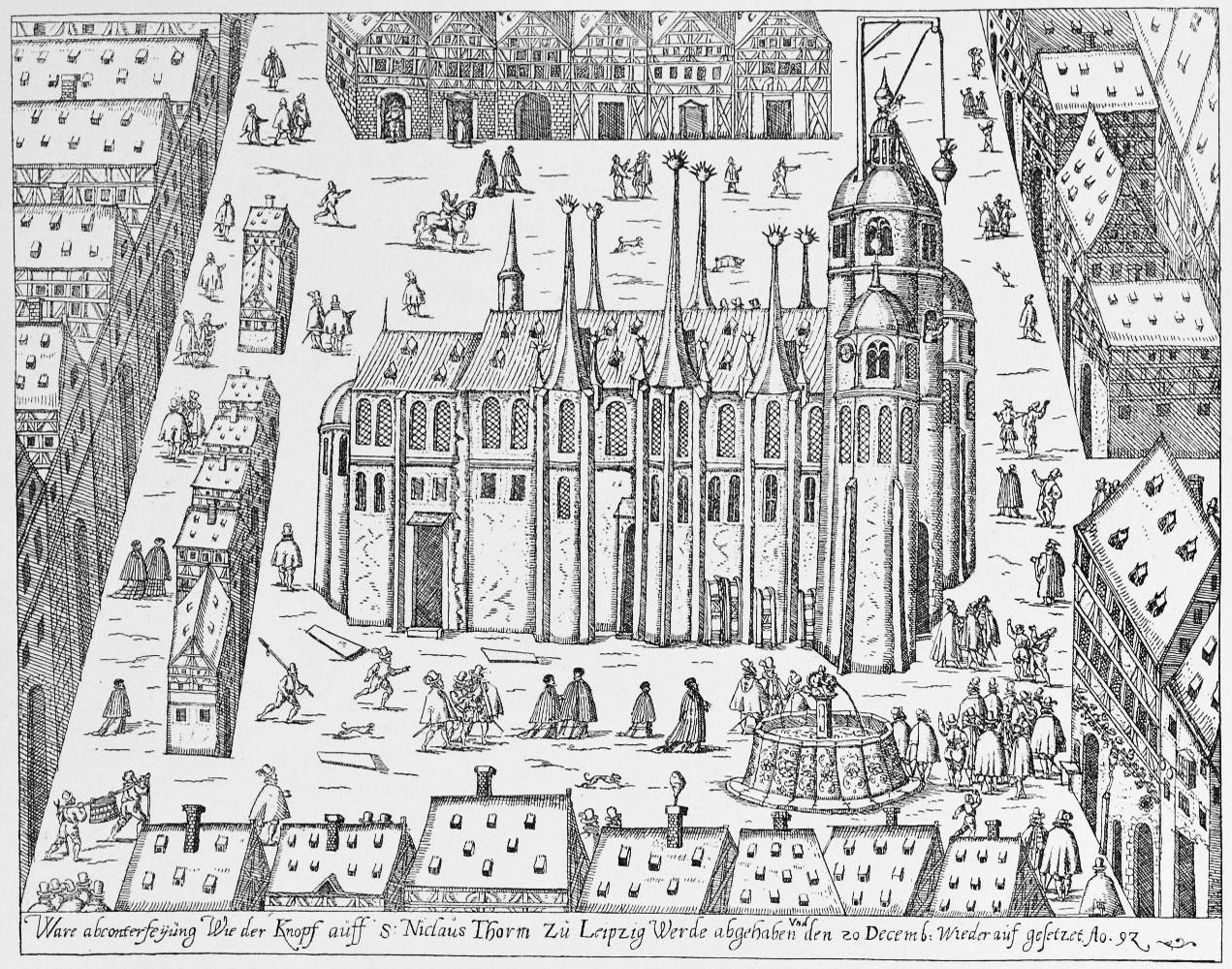
1592
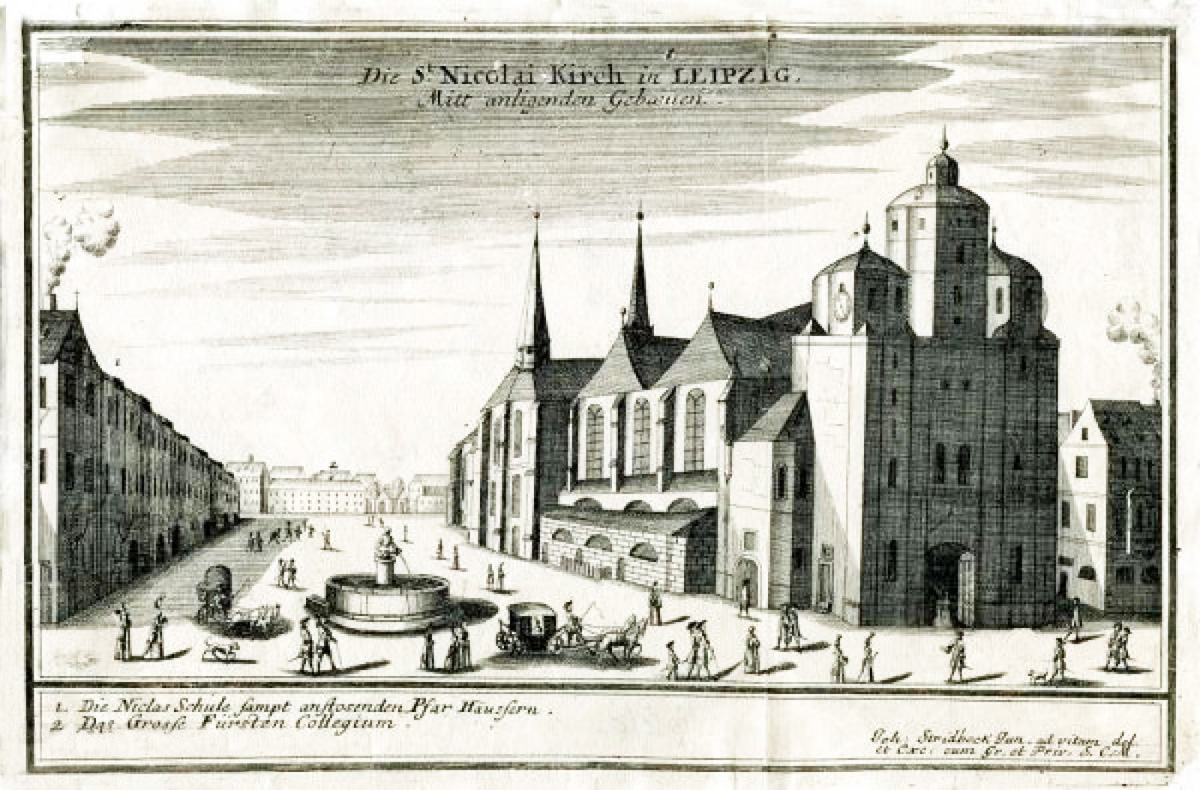
1695
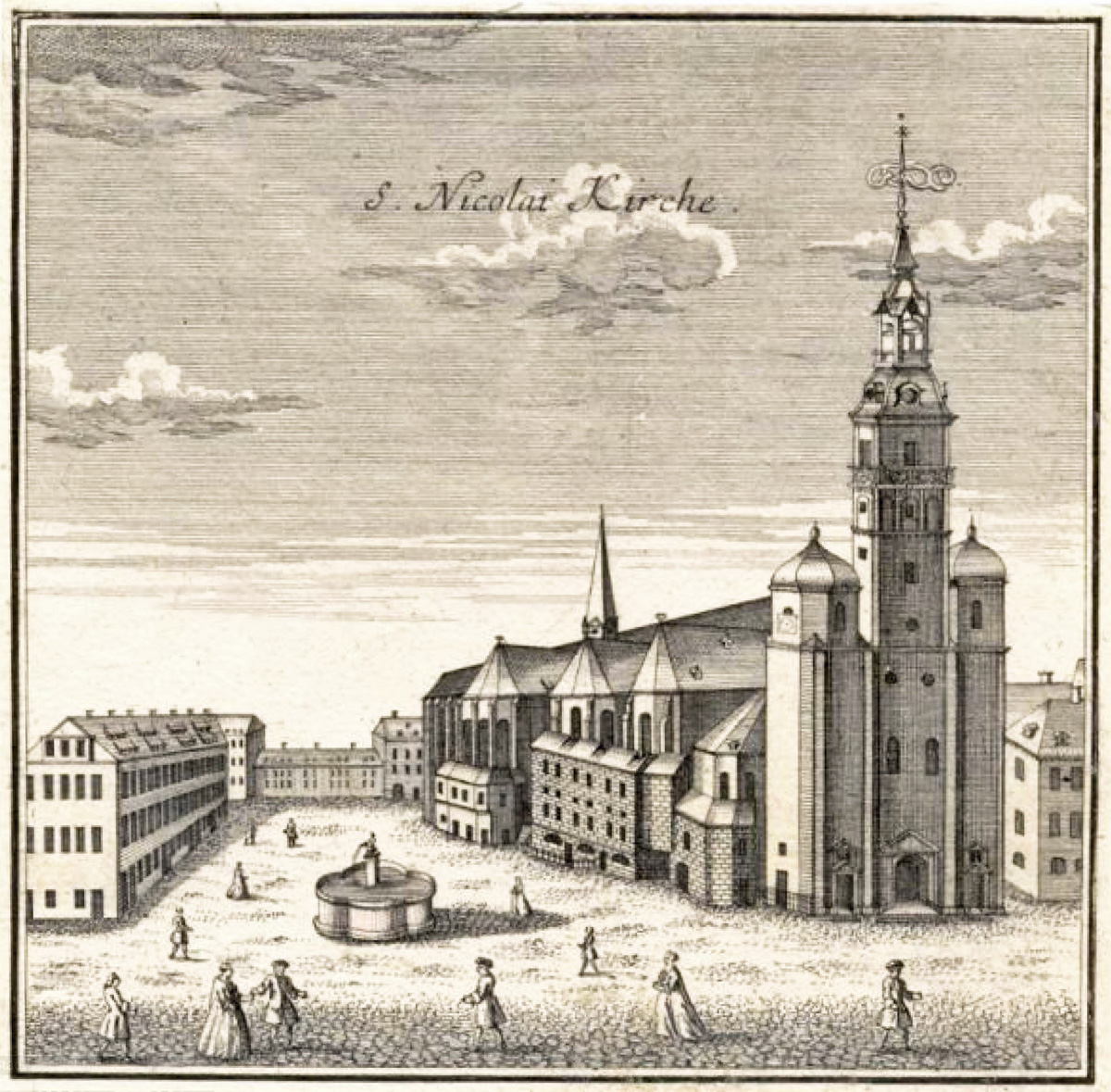
1749
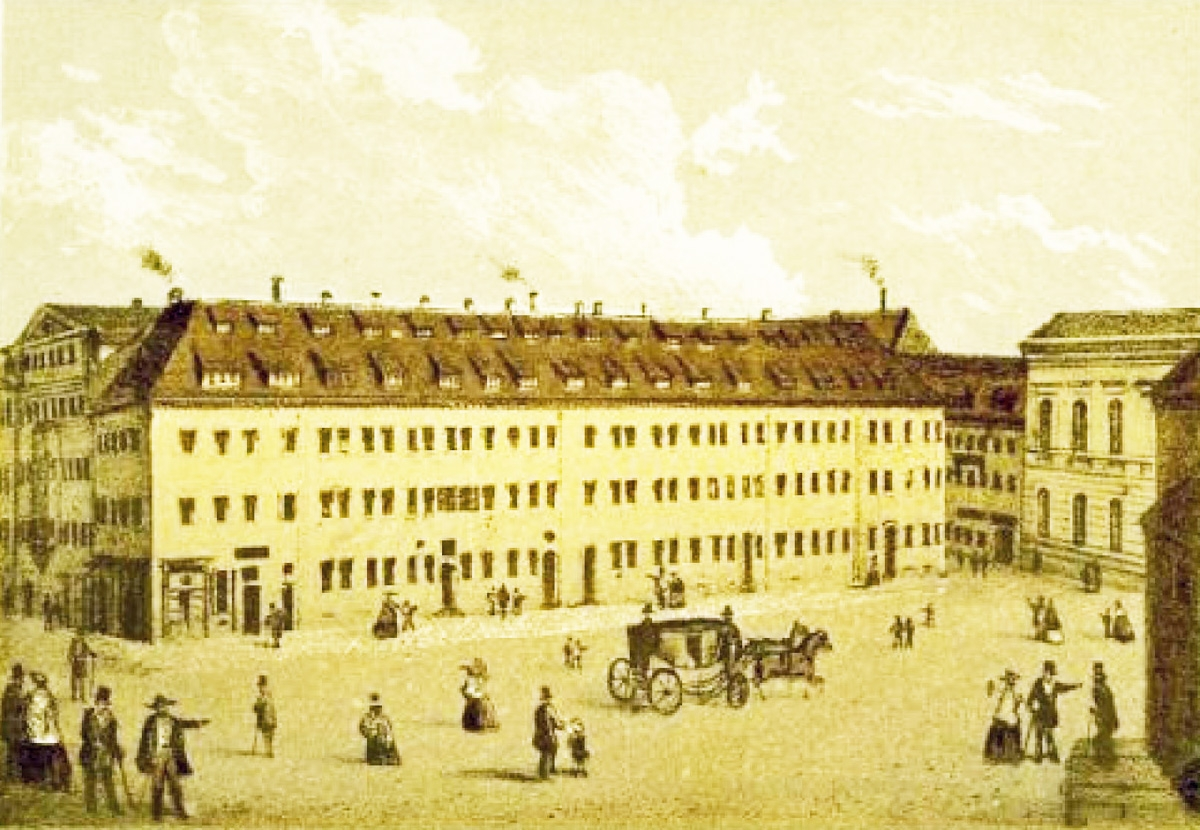
1860

Besondere Bedeutung erlangte der Nikolaikirchhof im Zusammenhang mit den Ereignissen der Friedlichen Revolution von 1989 in Leipzig. Im September 1989 spitzten sich die Auseinandersetzungen zwischen Demonstranten und der Staatsmacht im Anschluss an das montägliche Friedensgebet in der Nikolaikirche auf dem Nikolaikirchhof zu, da die Montagsdemonstration jeweils im Keime erstickt werden sollte. Die meisten Verhaftungen erfolgten auf dem Nikolaikirchhof, bis es schließlich zu der entscheidenden Demonstration am 9. Oktober kam.

## Denkmale der friedlichen Revolution
Im Hinblick auf seine Bedeutung für die friedliche Revolution von 1989 wurden auf dem Nikolaikirchhof einige Erinnerungsmale errichtet.
Auf der Ostseite des Platzes wurde 1999 eine 16 Meter hohe Säule aufgestellt. Sie ist eine Replik der Säulen innerhalb der Kirche und symbolisiert, wie die Ideen des Aufbruchs aus der Kirche in den öffentlichen Raum getragen wurden. Dabei stehen die Palmenwedel am Säulenkopf für die Friedfertigkeit der Ziele. Die Säule ist ein Teil des Entwurfs, mit dem der Leipziger Künstler Andreas Stötzner einen 1992 von der Kulturstiftung Leipzig und der Stadt ausgelobten internationalen Wettbewerb zur Gestaltung des Platzes gewonnen hatte. Ausgeführt wurde die Säule vom Leipziger Bildhauer Markus Gläser. Die Finanzierung stammt zu zwei Dritteln aus Spenden von Bürgern, Unternehmen und Einrichtungen.
Zur Säule gehört eine in das Pflaster des Platzes eingelassene, ebenfalls von Gläser ausgeführte Gedenktafel mit der Inschrift „09 OKTOBER 1989“ und zahlreichen, die Demonstration darstellenden Schuhabdrücken.
2003 folgten mit Unterstützung durch die Stiftung Lebendige Stadt ein Brunnen und eine Lichtinstallation. Der Entwurf des Brunnens stammt vom Londoner Architekturbüro David Chipperfield. Eine sommers randvoll mit Wasser gefüllte Granitschale von 3,30 Meter Durchmesser symbolisiert die politische Situation in der DDR 1989, in der „jeder Tropfen das Fass zu Überlaufen bringen konnte“.
Für die Lichtinstallation „Public Light“ der Künstler Tilo Schulz und Kim Wortelkamp sind 144 Leuchtelemente in das Bodenpflaster des Platzes eingelassen, die nach Einbruch der Dunkelheit innerhalb von drei Stunden nacheinander zufallsgesteuert in den Farben Blau, Grün und Magenta eingeschaltet werden. Diese Lichtpunkte stellen das Zusammenkommen zu einer friedlichen Versammlung dar.

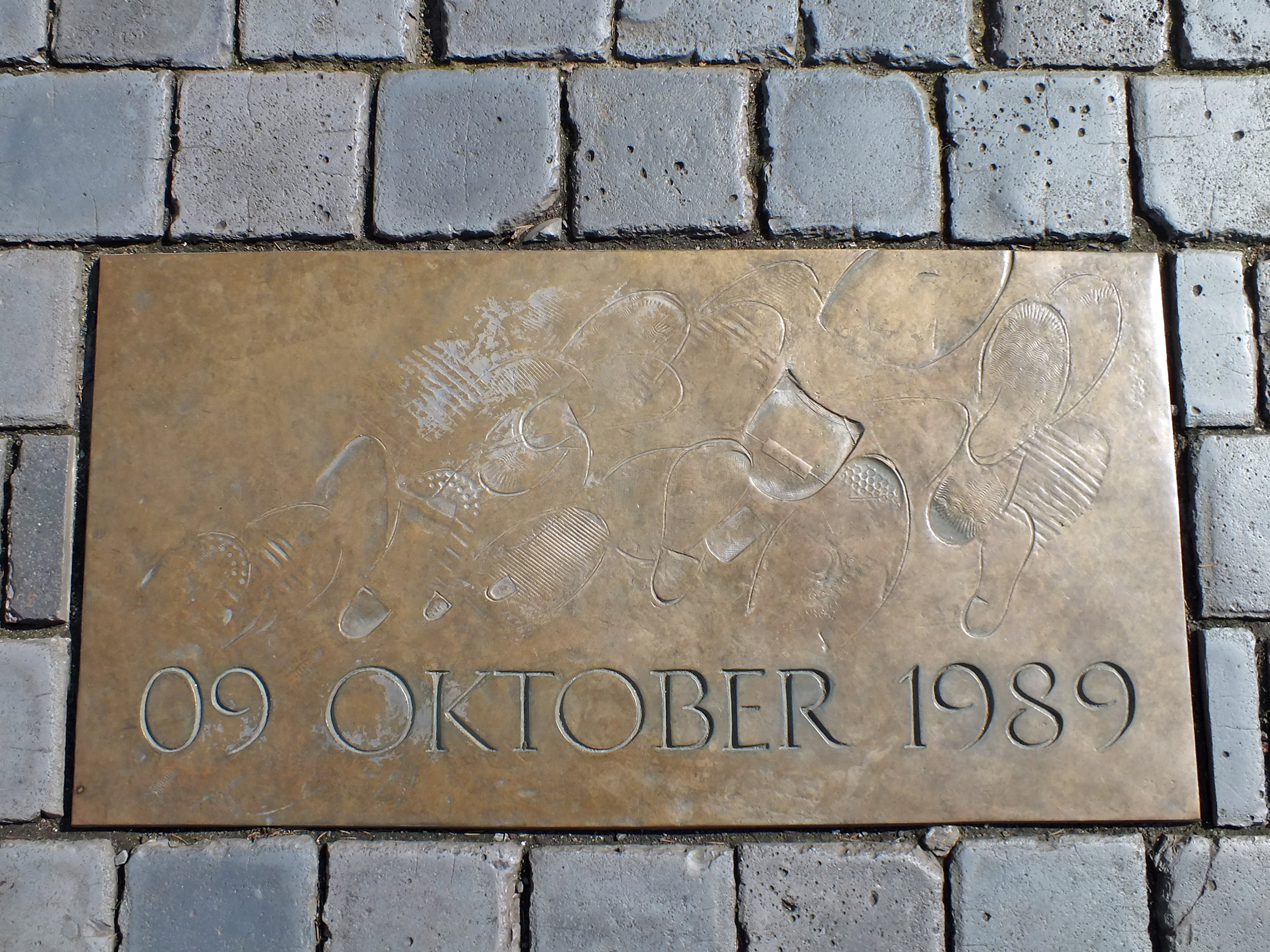
Tafel „09 OKTOBER 1989“ (2014)
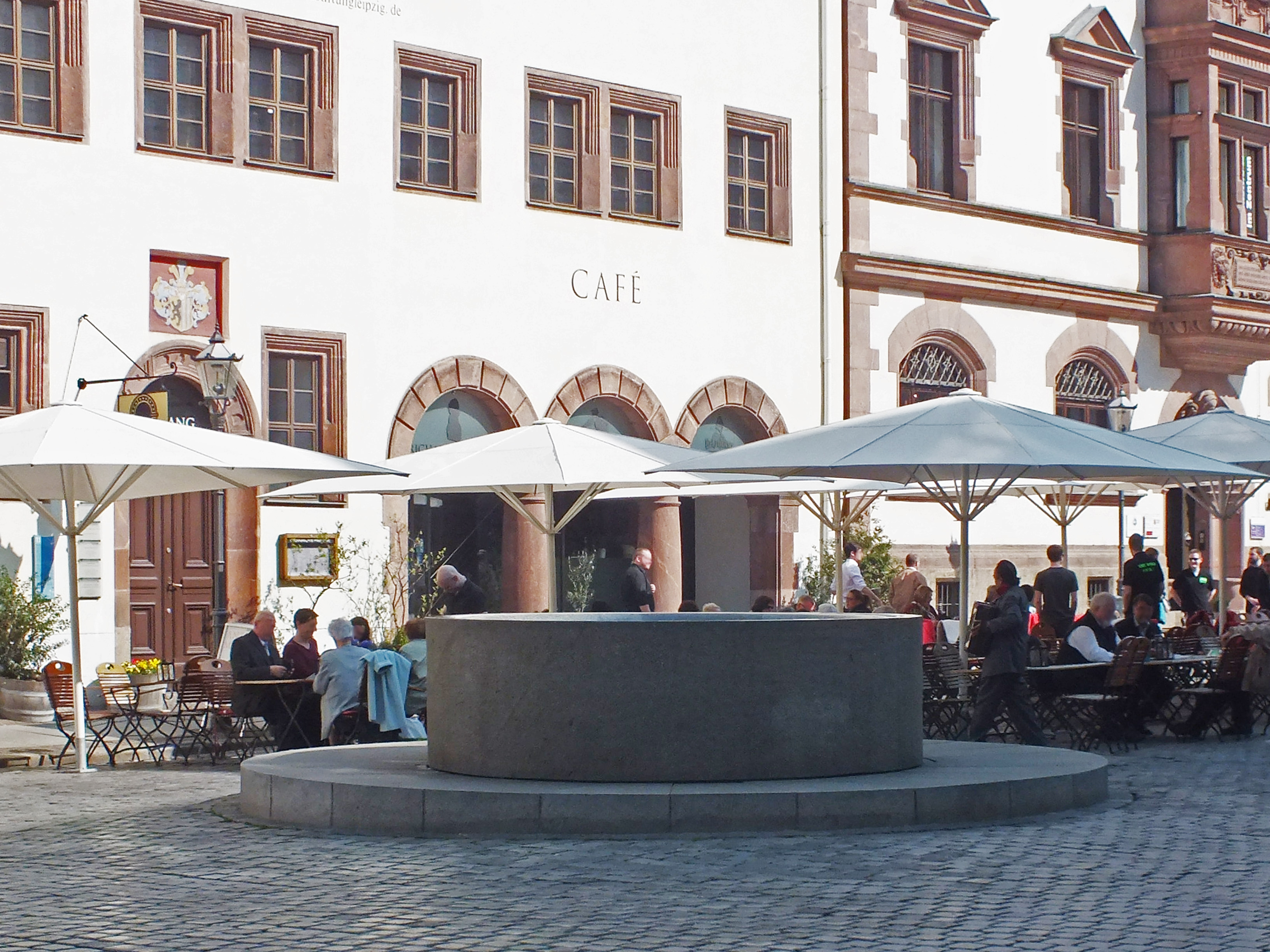
Der Nikolai-Brunnen (2014)
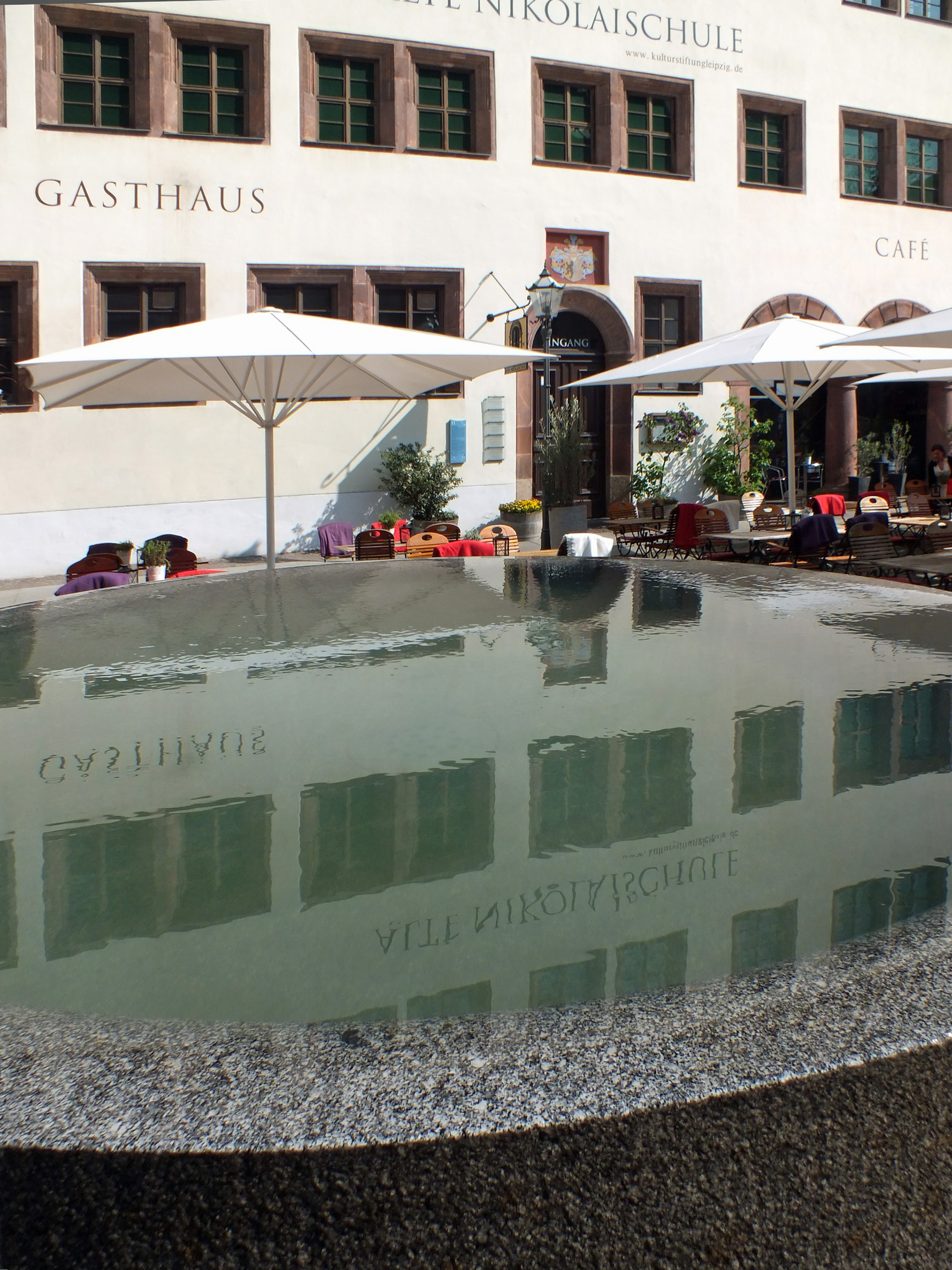
Der Brunnen randvoll (2014)
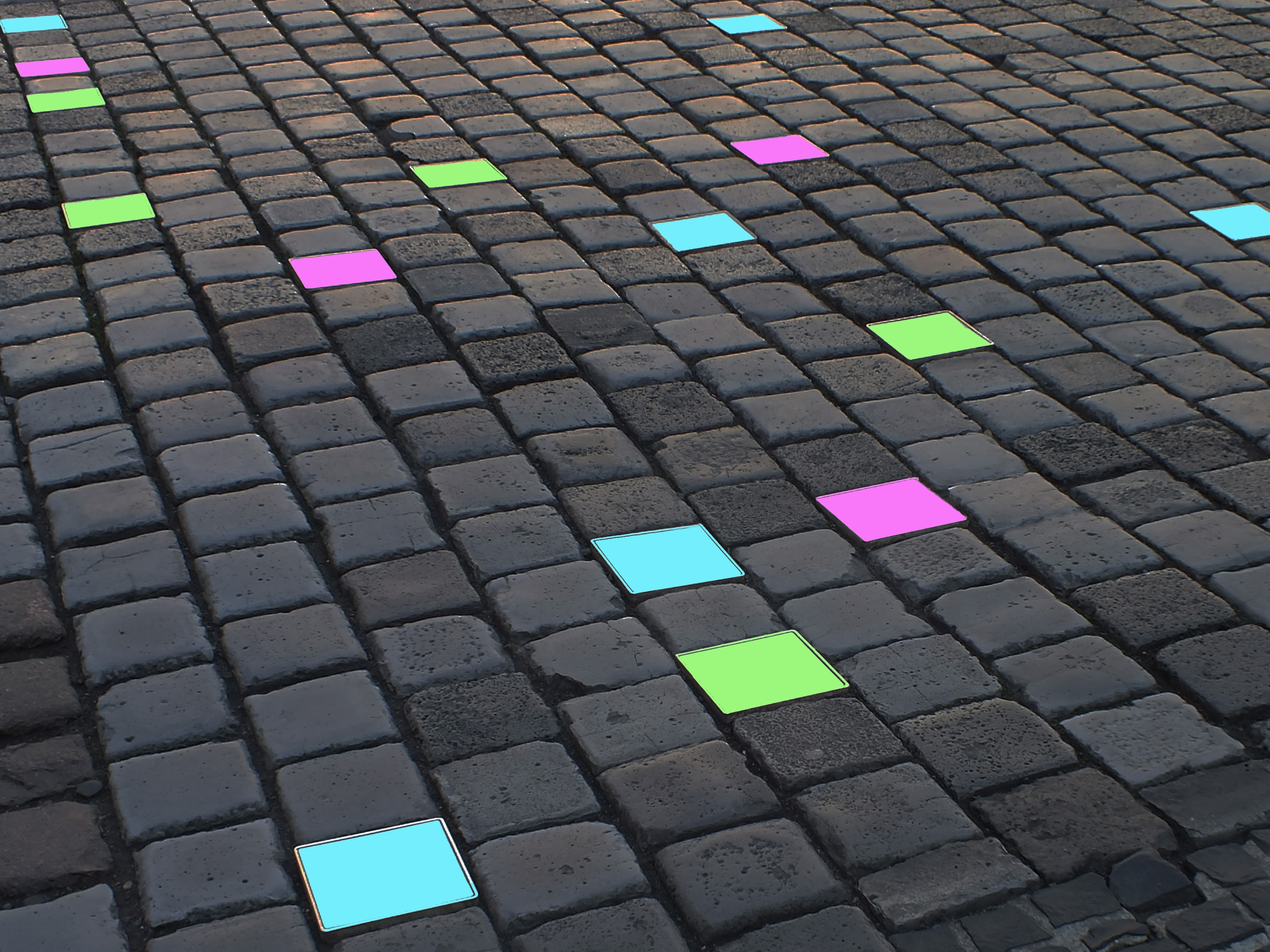
Die Lichtinstallation (2014)

## Sonstiges
Der Nikolaikirchhof ist in den jährlich stattfindenden Leipziger Weihnachtsmarkt einbezogen.